# Mistral AI
Mistral AI ist ein französisches Softwareunternehmen, das sich mit künstlicher Intelligenz (KI, englisch Artificial Intelligence, kurz AI) beschäftigt und unter den europäischen Unternehmen der Branche führend im Bereich Großer Sprachmodelle ist. Es wurde im April 2023 von den Forschern Arthur Mensch, Timothée Lacroix und Guillaume Lample gegründet, die zuvor bei Meta und Google DeepMind beschäftigt waren. Das Unternehmen sammelte im Oktober 2023 385 Millionen Euro oder rund 415 Millionen US-Dollar Kapital von Investoren ein. Im Dezember 2023 erreichte es einen Wert von mehr als 2 Milliarden US-Dollar, im Juni 2024 wurde der Wert mit über 6 Milliarden US-Dollar angegeben.

## Produkte
Mistral AI entwickelt vor allem Open-Source-Sprachmodelle. 

### Mistral / Mixtral
Die nacheinander veröffentlichten Modelle Mistral 7B und Mixtral 8x7B wurden Ende 2023 unter Apache-2.0-Lizenz freigegeben. Insbesondere Mixtral 8x7B galt im April 2024 als eines der besten Modelle, insbesondere unter Open-Source-Modellen, und hat in Benchmarks das verbreitete nichtfreie Modell GPT-3.5 sowie das Open-Source-Modell „LLaMA 2 70B“ geschlagen. Die beiden Open-Source-Modelle von Mistral AI sind auch zum Download über Hugging Face verfügbar und können lokal genutzt werden.
Über den in der Europäischen Union gehosteten Dienst La Plateforme bietet Mistral AI Open-Source-Modelle wie Small 3 unter der freien Apache-2.0-Lizenz an als auch kommerziell vermarktete nichtfreie Modelle über API-Schnittstellen an. Dabei handelt es sich um die Modelle Mistral Medium und Mistral Large sowie Mistral Embed als Embeddings API. Von Mistral Large sagt das Unternehmen selbst, dass es sich um das – zum damaligen Zeitpunkt Anfang 2024 – nach GPT-4 zweitbeste Sprachmodell der Welt handle, welches über eine API verfügbar ist.
Mehrere Cloud-Computing-Plattformen stellen die Open-Source-Modelle zur Verfügung. Mistral Large ist zudem durch eine Partnerschaft auf Microsoft Azure und bei Snowflake verfügbar.

### Le Chat
Der Chatbot Le Chat ist ein Werkzeug, welches an ChatGPT angelehnt ist. Im Hintergrund werden dafür die Modelle Mistral Small, Mistral Large und ein sich in Entwicklung befindendes neues Modell Mistral Next genutzt. Eine Besonderheit ist die Funktion Flash-Answers, mit der über 1.000 Wörter in der Sekunde, und damit zehnmal schneller als KI-Chatbots wie ChatGPT, generiert werden können. Ein weiterer Unterschied: Anders als etwa bei ChatGPT haben User sogar in der kostenlosen Version Zugriff auf das beste Modell von Mistral – wenn auch nur in limitiertem Maße.
Le Chat wurde am 26. Februar 2024 veröffentlicht; am 6. Februar 2025 folgten Mobile Apps. Seitdem hat sich Le Chat auch im Hinblick auf einen ausgeprägten Datenschutz als europäische Alternative zu Chatbots wie ChatGPT positioniert.

### Codestral / Pixtral
Zu den später veröffentlichten Modellen gehören auch Modelle für spezialisierte Einsatzzwecke, z. B. das Modell Codestral 22B mit 22 Milliarden Parametern für die Generierung von Programmcode. Mistral AI entwickelt auch neuere Versionen in den Produktlinien Large und Small (aktuell z. B. Large 2 mit 123 Milliarden Parametern; Stand: September 2024). In Kooperation mit Nvidia wurde das 12-Milliarden-Parameter-Modell Mistral NeMo entwickelt.
Mit Pixtral Large wurde zudem ein multimodales Sprachmodell veröffentlicht, das ähnlich wie GPT-4o auch Bilder verarbeiten kann.